# Scopula pacificaria
Scopula pacificaria är en fjärilsart som beskrevs av Alpheus Spring Packard 1891. Scopula pacificaria ingår i släktet Scopula och familjen mätare. Inga underarter finns listade.